# Olbiogaster almeidai
Olbiogaster almeidai är en tvåvingeart som beskrevs av Correa 1946. Olbiogaster almeidai ingår i släktet Olbiogaster och familjen fönstermyggor. Inga underarter finns listade i Catalogue of Life.